# Казённый ручей
Казённый ручей (Банный ручей, Клещинской овраг, Клещинский исток) — река, протекающая в северо-восточной части Москвы, является правым притоком Богородского верхнего ручья. Длина составляет 2,7 км. Находится на территории в границах Московской кольцевой автомобильной дороги. У водотока есть и закрытый, и открытый участки водной поверхности. Исток (квартал 38) и открытое русло проходит по территории природного парка «Лосиный Остров», проходит под Малым кольцом Окружной железной дороги, Яузской аллеей и Первым Белокаменным проездом, потом течёт вдоль Белокаменного шоссе. Постоянное течение есть в 47 квартале. В устье находится пруд (впадает в Казённый пруд). Затем (в подземной бетонной конструкции) впадает в Богородский ручей. Есть левый приток (временный водоток), в настоящее время запружен.
Гидроним Казённый фигурирует в современных справочниках — ранее ручей не имел названия. Русло проходило по казённым землям. В ходу также более раннее название — Банный. Скорее всего, рядом с ручьём когда-то находились бани.